# 容正平
容正平（1904年—1937年12月），中华民国陆军上校，广东新会人，1937年12月在南京战役的突围战中战死殉国。

## 生平
1927年10月，容正平考取公费留学资格，先入日本东京振武学校完成预备学业，后考入陸軍士官學校第21期。1930年7月毕业后回国，在粤军历任独立炮兵团连长、副营长和团附。
1936年9月，容正平晋升陆军少校，七七事变前夕以考试第一名的优异成绩进入南京陆军大学深造。全面抗战开始后，容正平毅然向上司请求到前线参战，任陆军第66军上校副官处长，随军参加了淞沪会战。1937年12月，容正平随第66军镇守南京，在突围战中中弹殉国，时年33岁。